# Mamadou Faye
Mamadou Faye est un footballeur professionnel sénégalais né le 31 décembre 1967.
Après des débuts en amateur avec l'ES La Ciotat, il rejoint la corse destination le Sporting Club de Bastia ou il reste 11 saison, 7 saisons en D2 et 4 en D1.
Il s'engage ensuite avec le Gazélec FCO d'Ajaccio, alors en National, pour la saison 1998-1999 ou il termine à la 3e place.

## Palmarès
- Coupe Intertoto
  - vainqueur : 1997 (avec le SC Bastia).

- Coupe de la Ligue : 
  - Finaliste : 1995 (avec le SC Bastia).